# Leucophyllum candidum
Leucophyllum candidum är en flenörtsväxtart som beskrevs av Ivan Murray Johnston. Leucophyllum candidum ingår i släktet Leucophyllum och familjen flenörtsväxter. Inga underarter finns listade i Catalogue of Life.